# Дебора Вілсон
Дебора Вілсон (англ. Deborah Wilson, 5 листопада 1955) — американська стрибунка у воду.
Призерка Олімпійських Ігор 1976 року.